# Хэнсен, Нико
Николай Хэнсен (англ. и дат. Nikolaj Hansen; 14 сентября 1994, Раннерс, Дания) — американский футболист датского происхождения, правый полузащитник клуба «Сан-Антонио».

## Биография
В 2012—2016 годах Хэнсен обучался в Университете Нью-Мексико, где выступал за университетскую команду в Национальной ассоциации студенческого спорта. В 2014 году также выступал за молодёжный состав «Сиэтл Саундерс» в Premier Development League — четвёртом по уровню дивизионе США.
13 января 2017 года на Супердрафте MLS Хэнсен был выбран девятым в первом раунде клубом «Коламбус Крю». Его профессиональный дебют состоялся 25 марта в матче четвёртого тура сезона 2017 против «Портленд Тимберс», в котором он, выйдя на замену на 60-й минуте, на 84-й минуте забил гол, принёсший «Крю» победу со счётом 3:2.
8 августа 2019 года Хэнсен перешёл в «Хьюстон Динамо» за $75 тыс. в целевых распределительных средствах. Дебютировал за «Динамо» 11 августа в матче против «Филадельфии Юнион». 25 августа 2020 года в матче против «Спортинга Канзас-Сити» забил свой первый гол за «Динамо». По окончании сезона 2020 контракт Хэнсена с «Хьюстон Динамо» истёк.
18 марта 2021 года Хэнсен подписал с «Миннесотой Юнайтед» двухлетний контракт с опцией продления ещё на один год, после того как клуб выкупил права на него в MLS у «Хьюстон Динамо» за $125 тыс. в целевых распределительных средствах. Пропустив первые шесть матчей сезона из-за травмы бедра, дебютировал за «гагар» 29 мая в матче против «Реал Солт-Лейк», в котором, выйдя на замену на 65-й минуте, на 78-й минуте забил гол, установивший ничейный результат 1:1. По окончании сезона 2022 «Миннесота Юнайтед» не стала продлевать контракт с Хэнсеном.
11 января 2023 года Хэнсен подписал контракт с клубом Чемпионшипа ЮСЛ «Сан-Антонио». Стал автором первого гола «Сан-Антонио» в сезоне 2023, открыв счёт в матче первого тура против «Окленд Рутс» 11 марта.

## Статистика выступлений
| Выступление                     | Выступление      | Выступление      | Лига | Лига | Плей-офф | Плей-офф | Кубок | Кубок | ЛЧ КОНКАКАФ | ЛЧ КОНКАКАФ | Итого | Итого |
| Клуб                            | Лига             | Сезон            | Игры | Голы | Игры     | Голы     | Игры  | Голы  | Игры        | Голы        | Игры  | Голы  |
| ------------------------------- | ---------------- | ---------------- | ---- | ---- | -------- | -------- | ----- | ----- | ----------- | ----------- | ----- | ----- |
| Коламбус Крю                    | MLS              | 2017             | 14   | 1    | 1        | 0        | 1     | 0     | —           | —           | 16    | 1     |
| Коламбус Крю                    | MLS              | 2018             | 22   | 3    | 1        | 0        | 1     | 0     | —           | —           | 24    | 3     |
| Коламбус Крю                    | MLS              | 2019             | 9    | 0    | —        | —        | 0     | 0     | —           | —           | 9     | 0     |
| Коламбус Крю                    | Итого            | Итого            | 45   | 4    | 2        | 0        | 2     | 0     | —           | —           | 49    | 4     |
| Хьюстон Динамо                  | MLS              | 2019             | 4    | 0    | —        | —        | —     | —     | —           | —           | 4     | 0     |
| Хьюстон Динамо                  | MLS              | 2020             | 17   | 2    | —        | —        | —     | —     | —           | —           | 17    | 2     |
| Хьюстон Динамо                  | Итого            | Итого            | 21   | 2    | —        | —        | —     | —     | —           | —           | 21    | 2     |
| Миннесота Юнайтед               | MLS              | 2021             | 12   | 1    | 1        | 0        | —     | —     | —           | —           | 13    | 1     |
| Миннесота Юнайтед               | MLS              | 2022             | 5    | 0    | 0        | 0        | 2     | 0     | —           | —           | 7     | 0     |
| Миннесота Юнайтед               | Итого            | Итого            | 17   | 1    | 1        | 0        | 2     | 0     | —           | —           | 20    | 1     |
| Миннесота Юнайтед 2 (фарм-клуб) | MLS Next Pro     | 2022             | 6    | 2    | —        | —        | —     | —     | —           | —           | 6     | 2     |
| Миннесота Юнайтед 2 (фарм-клуб) | Итого            | Итого            | 6    | 2    | —        | —        | —     | —     | —           | —           | 6     | 2     |
| Сан-Антонио                     | USLC             | 2023             | 14   | 2    | —        | —        | 0     | 0     | —           | —           | 14    | 2     |
| Сан-Антонио                     | Итого            | Итого            | 14   | 2    | —        | —        | 0     | 0     | —           | —           | 14    | 2     |
| Всего за карьеру                | Всего за карьеру | Всего за карьеру | 103  | 11   | 3        | 0        | 4     | 0     | —           | —           | 110   | 11    |